# ミエーレス
ミエーレス（スペイン語: Mieres）は、スペイン・アストゥリアス州のムニシピオ（基礎自治体）。

## 歴史

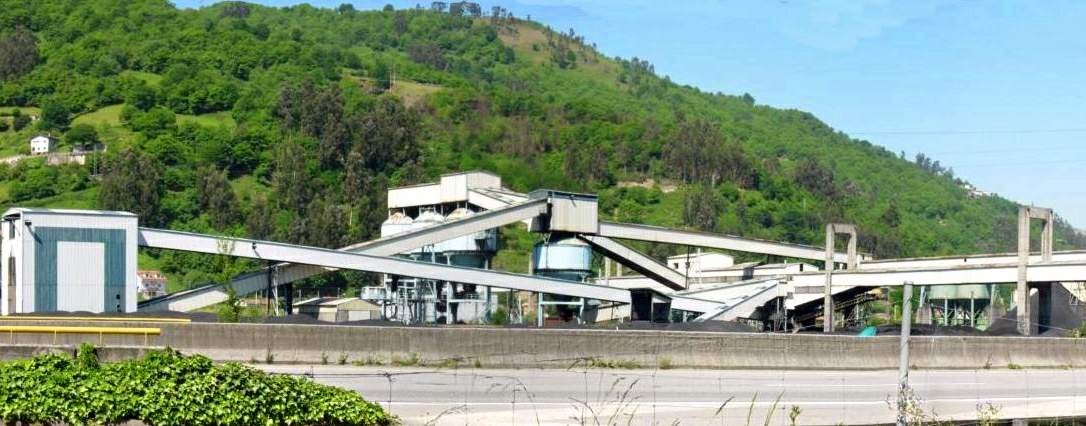
洗炭工場

ミエーレスは石炭鉱業で栄えた工業都市であり、スペインにおける石炭鉱業の中心地のひとつだった。すでに炭鉱は閉山している。
19世紀中ごろにはイギリス資本のアストゥリアス鉱業会社が設立され、ミエーレスの炭鉱が開発された。20世紀最初の3分の1は活気があったが、1930年代のスペイン内戦後には厳しい時代を迎えた。その後、1940年代から1950年代には経済が復興し、1970年代までは石炭鉱業とともに鉄鋼業でも栄え、1960年の人口は7万人を超えていた。しかし、石炭鉱業や鉄鋼業の衰退とともに人口も減少し、2020年の人口は37,206人だった。

## 地理
2022年の人口は36,574人。自治体域は山に囲まれており、カウダル川が形成する盆地に中心集落が形成されている。アストゥリアス州の州都オビエドからは約20kmの距離にある。
オビエド大学のミエーレスキャンパスがある。産業遺産に関するいくつかの博物館がある。サッカークラブとしてカウダル・デポルティーボがある。

### 交通
北のオビエドやヒホン、南のカスティーリャ・イ・レオン州レオン県レオンなどとの間に鉄道が通じている。高速道路ではオビエドやヒホンとレオンを結ぶA-66号線がミエーレスを通っている。

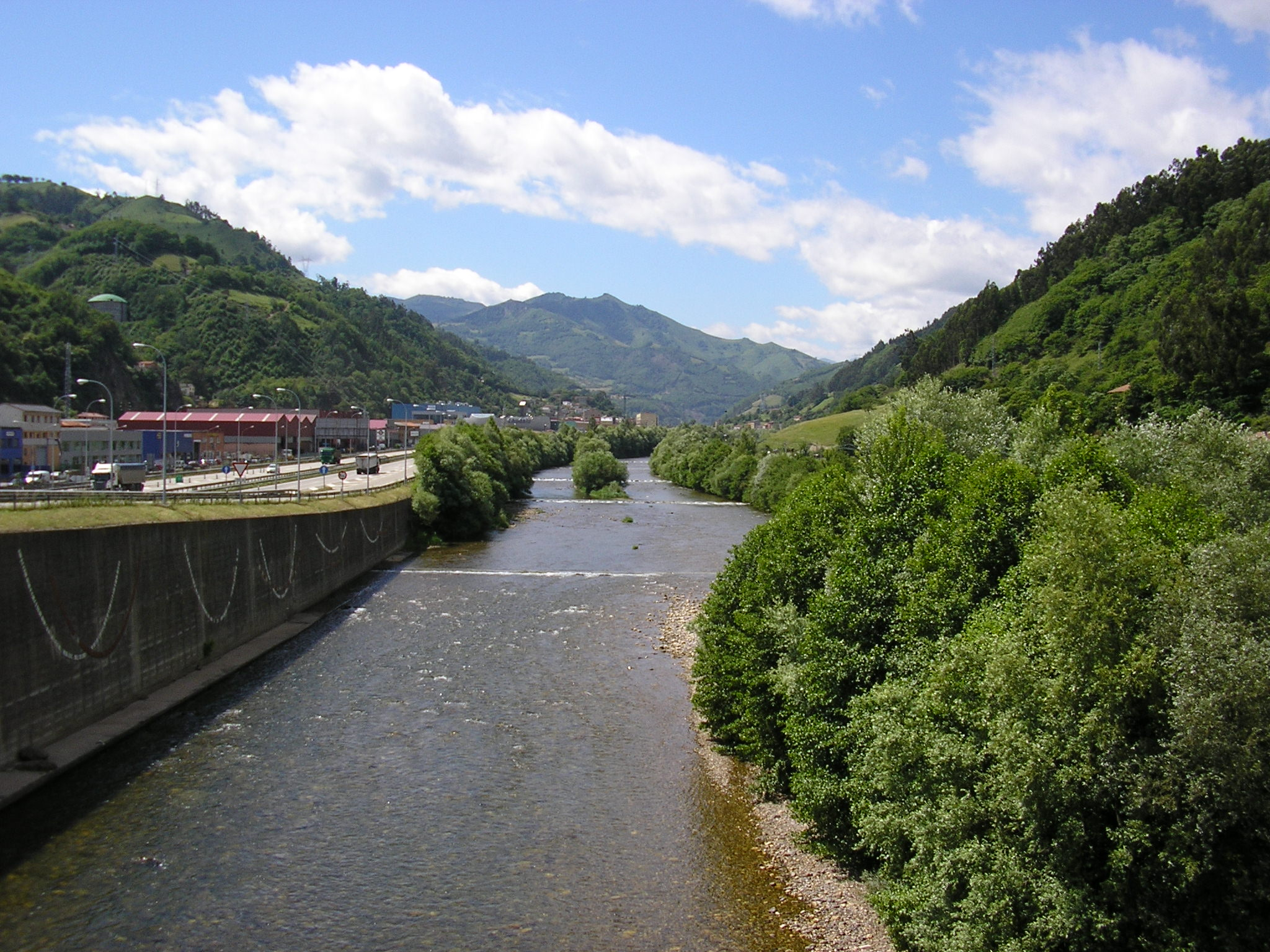
カウダル川
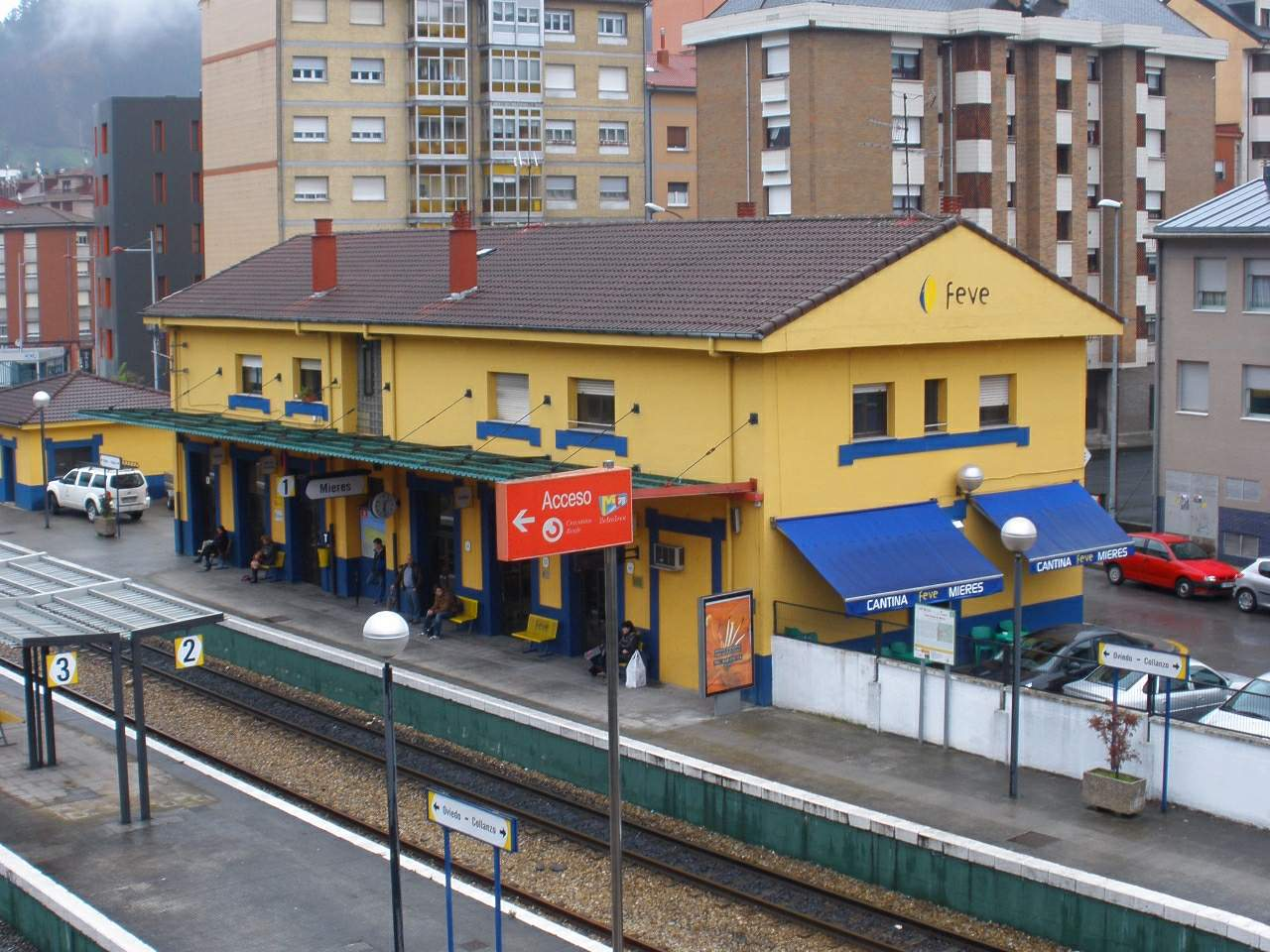
ミエーレス駅

### 地区
- ミエーレス・デル・カミーノ
- バイーニャ
- フィガレド
- セネーラ
- ロレード
- ラ・ペーニャ
- ラ・レボリャーダ
- サントゥリャーノ
- サンタ・ローサ
- シアーナ
- ウホ
- ウルビエス
- バルデクーナ
- サンタ・クルス
- アブラーニャ
- トゥロン
- ガリェゴス
- ブスティエーリョ

### 人口

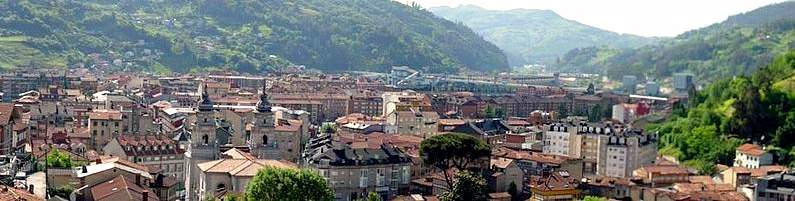
ミエーレス市街地

| ミエーレスの人口推移 1842－2020                         |
|                                                         |
| 出典:INE（スペイン国立統計局）1900年 - 1991年、1996年 - |

## 出身者
- ハビエル・フェルナンデス・フェルナンデス - 政治家。アストゥリアス州政府首相。
- フアン・カルロス・アブラネード - サッカー選手。
- ホセ・アンドレス（英語版） - 料理人。
- マリア・ルイサ・ガルシア（英語版） - 料理人。アストゥリアス料理（英語版）の歴史に関する本の著者[3][4]。
- メアリー・イマキュレートのインノセンシオ（英語版） - 聖人。
- ビクトル・マヌエル（英語版） - シンガーソングライター。
- ナチョ・マルティネス（英語版） - 俳優。
- フェデリコ・モントーロ（英語版） - 詩人。
- シャビエル・ビラレージョ（英語版） - 著作家。